# Корнеев, Альберт Васильевич
Корнеев Альберт Васильевич (род. 14 февраля 1937, Орловская область) — советский и украинский юрист, кандидат философских наук (1972). Народный депутат Украины 1-го созыва.

## Биография
Родился 14 февраля 1937 года в селе Верховое Орловской области в семье служащего.
В 1955 году поступил и в 1960 году окончил юридический факультет Московского государственного университета получив квалификацию юриста. 
В июле 1960 — сентябре 1961 года — помощник прокурора, в октябре 1961 — январе 1963 года — следователь прокуратуры Дзержинского района в городе Кривой Рог. Член КПСС с 1962 года.
В феврале 1963 — октябре 1967 года — старший следователь Днепропетровской областной прокуратуры.
В ноябре 1967 — октябре 1970 года — аспирант кафедры философии Днепропетровского университета.
В ноябре 1970 — августе 1972 года — старший инженер научно-исследовательской группы социологических исследований.
В 1972 году защитил кандидатскую диссертацию «Межличностные отношения и антиобщественное поведение».
В сентябре 1972 — августе 1981 года — старший преподаватель, доцент кафедры философии Днепропетровского университета.
В сентябре 1981 — августе 1990 года — доцент кафедры философии Донецкого политехнического института.
Народный депутат Украины 12(1)-го созыва с марта 1990 (2-й тур), Ворошиловский избирательный округ № 110, Донецкая область. Заместитель председателя комиссии по вопросам государственного суверенитета межреспубликанских и межнациональных отношений. 24 августа 1991 года был единственным депутатом Верховной рады Украины, проголосовавшим против принятия Акта провозглашения независимости Украины.
В сентябре-октябре 1994 года — заведующий сектором конституционного права секретариата Верховной рады Украины.
В октябре 1994 — декабре 1995 года — руководитель группы администрации президента Украины по связям с Верховной радой Украины.
В декабре 1995 — январе 1998 года — научный консультант президента Украины по политико-правовым вопросам.
В ноябре 1994 — 1996 году — секретарь конституционной комиссии.
Затем работал научным консультантом судьи Конституционного суда Украины. 

## Награды
- Почётное отличие Президента Украины (08.1996)[2];
- Заслуженный юрист Украины (10.2001)[3];
- Орден «За заслуги» 2-й степени (02.2007)[4].